# Heilig-Kreuz-Kirche (Loffenau)

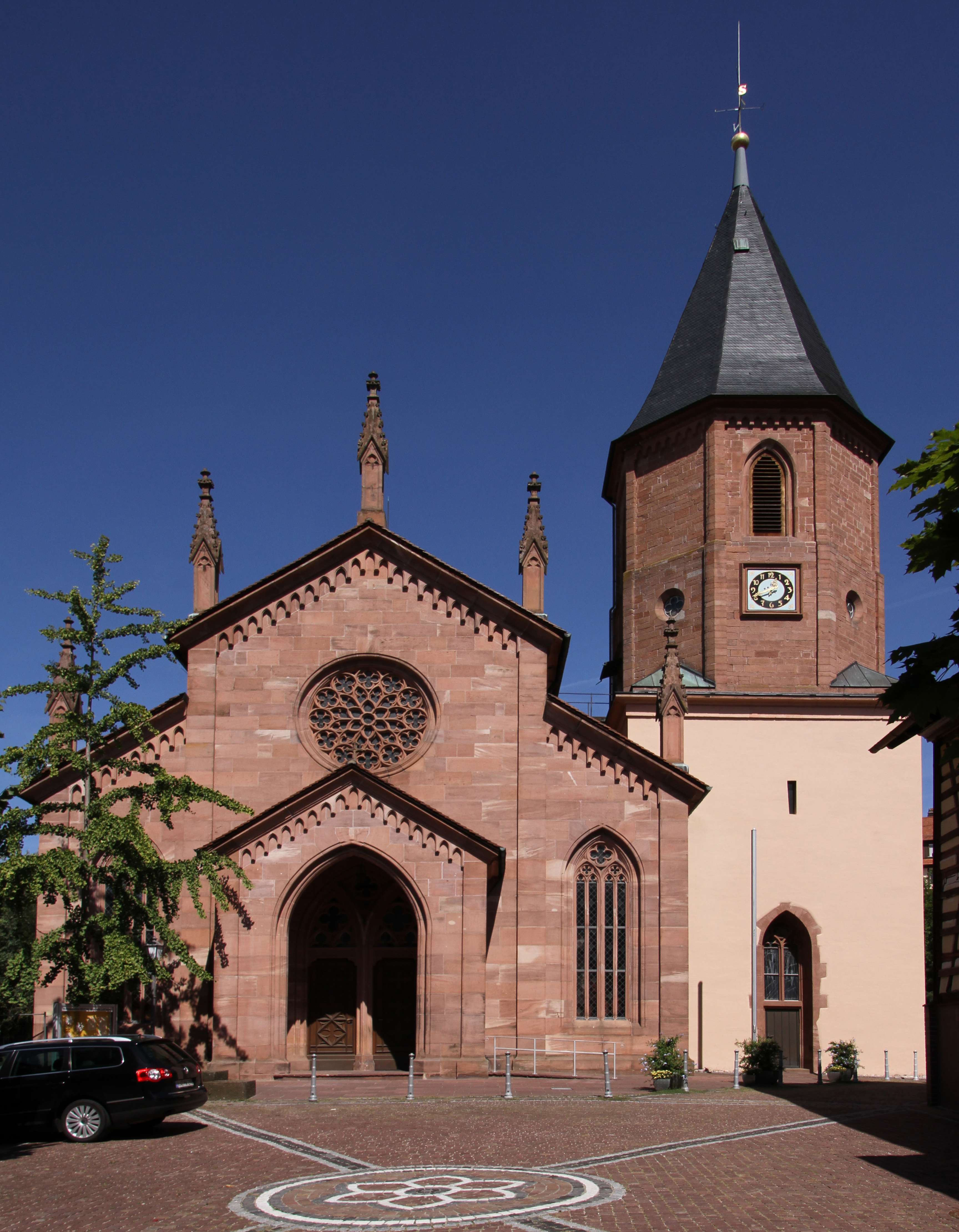
Heilig-Kreuz-Kirche in Loffenau

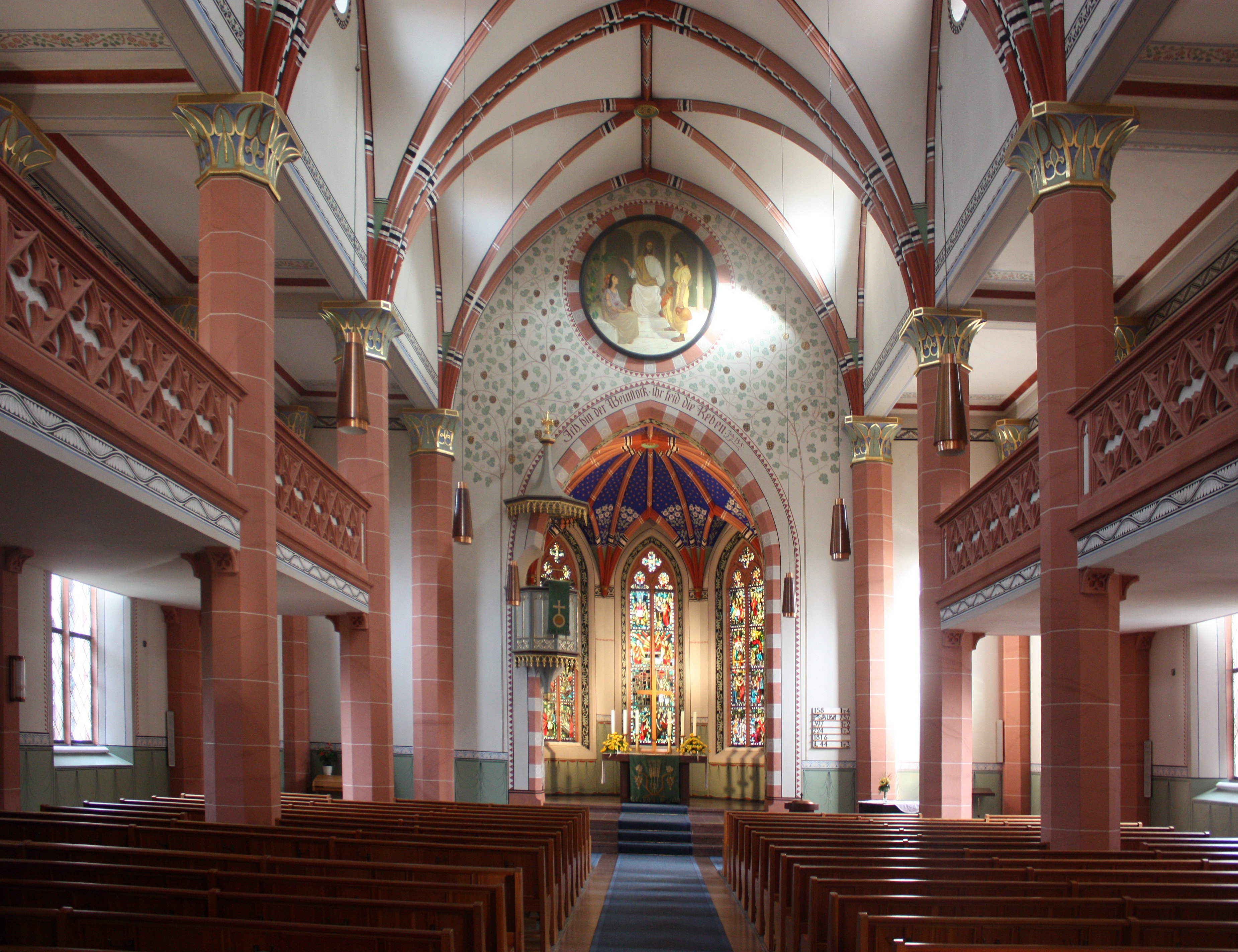
Innenansicht

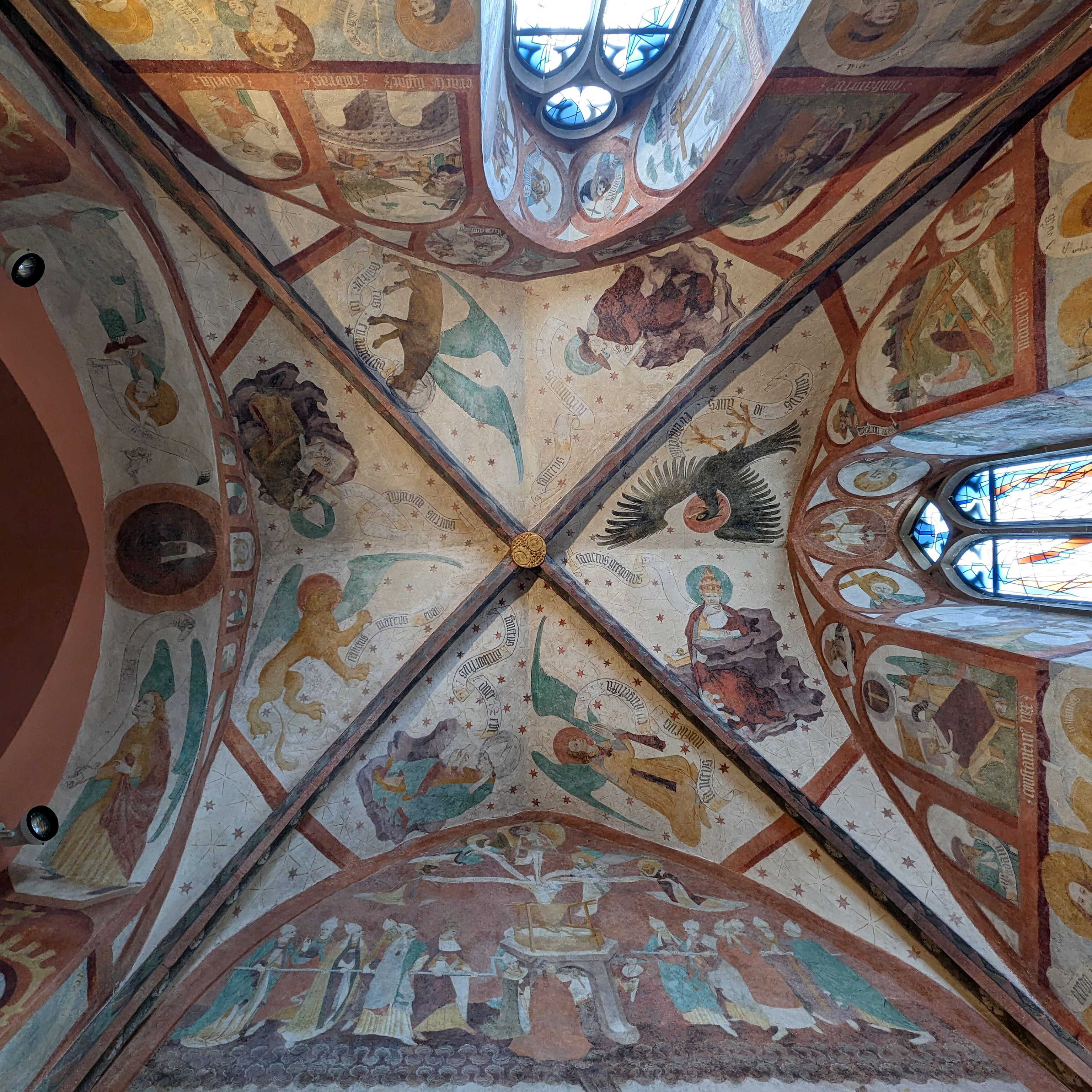
Fresken in der Turmkapelle

Die evangelische Heilig-Kreuz-Kirche steht in Loffenau, einer Gemeinde im Landkreis Rastatt in Baden-Württemberg. Das Bauwerk ist beim Landesamt für Denkmalpflege Baden-Württemberg als Baudenkmal eingetragen. Die Kirchengemeinde gehört zum Kirchenbezirk Neuenbürg der Evangelischen Landeskirche in Württemberg.

## Beschreibung
Die neugotische Basilika wurde 1843 nach einem Entwurf von Ludwig Friedrich Gaab aus Quadermauerwerk errichtet. Ihr Langhaus besteht aus einem Mittelschiff und zwei Seitenschiffen. Die Giebel der Fassade im Süden sind mit Fialen und Bogenfriesen verziert. Der Innenraum des Mittelschiffs ist mit einem Kreuzrippengewölbe überspannt, die Seitenschiffe sind flachgedeckt.
Vom Vorgängerbau blieben an der Ostseite des Langhauses die unteren Geschosse des ehemaligen Chorturms aus der ersten Hälfte des 15. Jahrhunderts erhalten, in dem sich Fresken aus dem 15. Jahrhundert befinden. Er wurde mit einem achteckigen Geschoss aufgestockt, das die Turmuhr und den Glockenstuhl für vier Kirchenglocken enthält, und mit einem achtseitigen Zeltdach bedeckt.
Die Orgel wurde als Opus 371 von Orgelbau Vleugels in den Originalzustand der 1856 von Eberhard Friedrich Walcker gebauten Orgel zurückgebaut.